# Slossonia
Slossonia là một chi bướm đêm thuộc họ Geometridae.